# 坊っちゃんエクスプレス

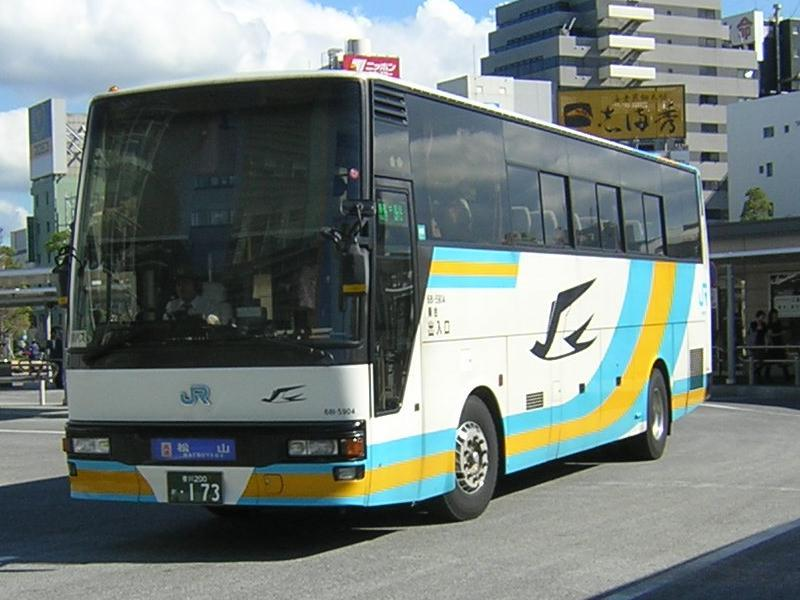
坊っちゃんエクスプレス号（ジェイアール四国バス）

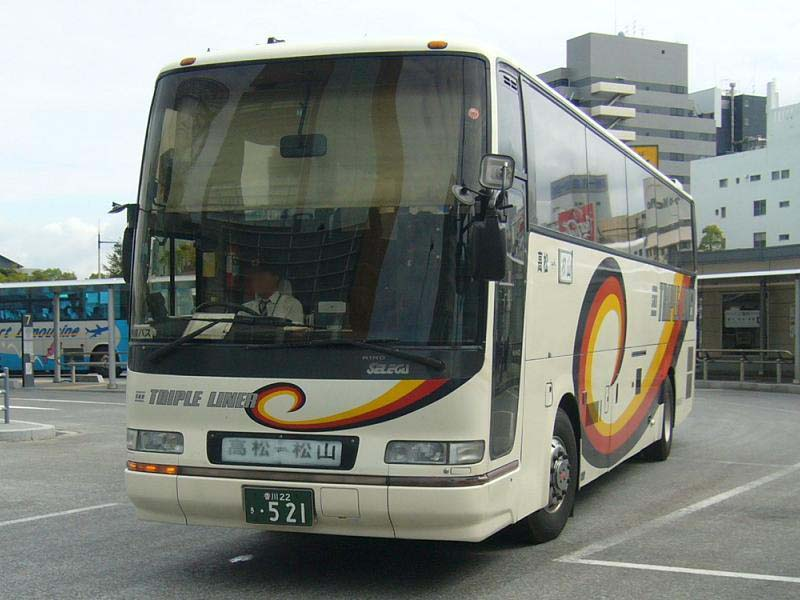
坊っちゃんエクスプレス号（四国高速バス）

坊っちゃんエクスプレス（ぼっちゃんエクスプレス）は愛媛県松山市と香川県高松市とを、松山自動車道と高松自動車道を利用して結んでいる高速バスである。
このバスの愛称の由来は、松山市が舞台として書かれた夏目漱石による小説『坊っちゃん』からきている。
全便座席指定制（2009年12月1日より）のため、乗車する際には事前に予約するのが望ましいが、当日空席があれば予約なしでも乗車することもできる。
なお、輸送人員は2006,07年度のいずれも15.5万人/年を超過しており、四国内の県庁所在地相互間を結ぶどの他路線よりも多い。

## 運行会社
- 伊予鉄バス
- 四国高速バス
- ジェイアール四国バス

## 停車停留所
高松駅 - 県庁通り - 栗林公園前 - ゆめタウン高松 - 高松西インター北 - 高速丸亀 - 高速善通寺 - 高速観音寺 - （三島川之江インター） - 川内インター - 松山インター口 - 大街道 - 松山市駅 - JR松山駅
- 特急便は太字の停留所のみ停車。
- 高松駅 - 高速観音寺間および川内インター - 松山間のみの利用はできない。
- 高松駅高速バスターミナルは1番のりばから発車する。
- 三島川之江インターには特急以外の伊予鉄バス・四国高速バス運行便が停車し、ジェイアール四国バス運行便は停車しない。

## 運行回数
- 昼行便1日12往復。各社が4往復ずつ担当。このうち四国高速バス担当3往復と伊予鉄バス担当1往復は特急便。

## 歴史
- 1994年（平成6年）11月17日[2] - 1日9往復で運行開始。当初はこの路線はスーパーハイデッカー3列独立シート車運行で全席座席指定制であった。また停留所は、高松駅、県庁通り、栗林公園前、（高速）丸亀、（高速）善通寺、（高速）観音寺、川内インター西、松山市駅、松山駅で、高松自動車道高松西IC～松山自動車道川内IC経由であった。
- 1997年（平成9年）
  - 2月27日 - 松山自動車道松山IC経由に変更。川内インター西停留所を廃止、川内インター、松山インター口停留所を新設。
  - 4月1日 - 3往復増便、1日12往復に[3]。予約不要の座席定員制に変更[3]。（先着順で満席の場合乗車不可となる）
  - 5月2日 - 高松西インター口（八幡）停留所新設。
- 2002年（平成14年）11月1日 - ゆめタウン高松停留所新設。
- 2004年（平成16年）12月1日 - 3往復増便、1日15往復に。
- 2006年（平成18年）4月1日 - インターネットによる一部予約が開始（座席定員制）
- 2007年（平成19年）
  - 9月1日 - 伊予鉄バス、四国高速バス、ジェイアール四国バス各予約センターで電話による一部予約が開始
  - 12月1日 - 全便予約定員制に変更。八幡（高松西インター口）停留所を廃止、高松中央インターバスターミナルを新設。高松自動車道高松中央IC経由に変更。
- 2009年（平成21年）12月1日 - 全便予約指定制に変更。
- 2018年（平成30年）4月1日 - 伊予鉄バスと四国高速バス運行便が余戸南インター経由に変更。
- 2019年（令和元年）10月1日 - 三島川之江インター停留所新設（ジェイアール四国バス運行便は通過）[4][5]。
- 2022年（令和4年）
  - 5月1日 - 1日12往復に減便。
  - 9月1日 - 運賃改定。4往復（伊予鉄バス1往復と四国高速バス3往復）を特急便に変更、通常便より約20分短縮される[6][7]。余戸南インター停留所廃止[8]。
- 2023年（令和5年）11月1日 - 高松自動車道高松中央IC経由から高松西IC経由に経路変更し所要時間を5分短縮。高松西インター北停留所を新設し、高松中央インターバスターミナルは不経由となる。特急便はゆめタウン高松に追加停車[9][10]。

## 車内設備
- ハイデッカー4列シート（四国高速バス便の一部が3列シート車両）
- スーパーハイデッカー4列シート（四国高速バス、JR四国バス運行）
- 化粧室